# Brochymena exardentia
Brochymena exardentia är en insektsart som beskrevs av Ruckes 1961. Brochymena exardentia ingår i släktet Brochymena och familjen bärfisar. Inga underarter finns listade i Catalogue of Life.